# Поливаний понеділок
Поливаний понеділок (також Обливаний понеділок, Великодній понеділок, Уливанка, Волочильний понеділок) — другий день Великодніх свят, понеділок після Великодня. Вважалося, що вода у великодній понеділок стає цілющою та оздоровлює людей. Тому люди обливали (або окроплювали) водою одні одних, а в деяких регіонах і самі себе. Цей день пов'язували передусім з духовним весняним очищенням. Отож звідси і походить назва «поливаний (обливаний) понеділок». Назва «волочильний понеділок» походить від волочильні, тобто ритуального обходу односельців на перший день Великодня. Наші предки вірили, що понеділкова вода має цілющу силу проти різних хвороб. Тому нею окроплювали (чи поливали), окрім людей, також худобу, птицю та бджоли з вуликами.
На сьогодні звичай зберігся здебільшого в Західному регіоні України.

## Обряди на території України
На другий день Великодніх свят ще на світанку парубки-обливальники ходять по тих хатах, де є дорослі дівчата.
Великодній понеділок (Великодній понеділок називається ще «обливаний понеділок», бо хлопці обливають дівчат водою, а ті за це дарують писанки.У Великодній понеділок, практично по всій території Бойківщини ще й сьогодні, «хлопці дівчат очищають», тобто обливають холодною водою. Вважалося, коли хлопці хоча б одну дівчину не облили водою, то це для дівчини було б ганьбою. Дівчата приходили додому зовсім мокрі. В селі Цінева, що на Рожнятівщині, хлопці ходили «ватагами» (гуртом) із коновками (дерев'яними відрами), заходили до хати, де була дівчина й просили батьків: «Най ваша Марися вийде надвір…» Батьки раділи, що їхню хату не обминають поливальники. Є надія на весілля. Значить треба готувати посаг.
В Обливаний понеділок на Сколівщині дівчата відкуплялися від хлопців писанками, щоб ті не обливали водою.
На Поділлі звичай обливати дівчат водою у Великодній понеділок зберігся й досі. В кожному разі до другої світової війни цей звичай можна було спостерігати майже в усіх селах Вінниччини, Кам'янеччини та Галичини.
На Гуцульщині «дівки того дня дають легіням (парубкам) галунки (крашанки) і писанки. Не дає сама, а ховає за пазуху, а леґінь відбирає від неї, звівши уперед з нею легку боротьбу. Діставши врешті, веде дівку до води, обіллє водою, буває, що й скупає цілу».
Обливати когось або самого себе водою на Великодньому тижні — це стародавній звичай, пов'язаний з весняним очищенням водою. Цей звичай існує або донедавна існував і в інших європейських народів. Так, серби у Великодню суботу обливають водою будинки, в яких живуть, вірячи, що цим вони виганяють «нечисту силу». А в першу п'ятницю після Великодніх свят вони омиваються «омахом» — водою з-під млинового колеса; при цьому вони ще кладуть у воду великоднє яйце і зілля («милодух») або квіти. У Боснії цього дня купаються в джерельній воді.

## В світі

### Польща

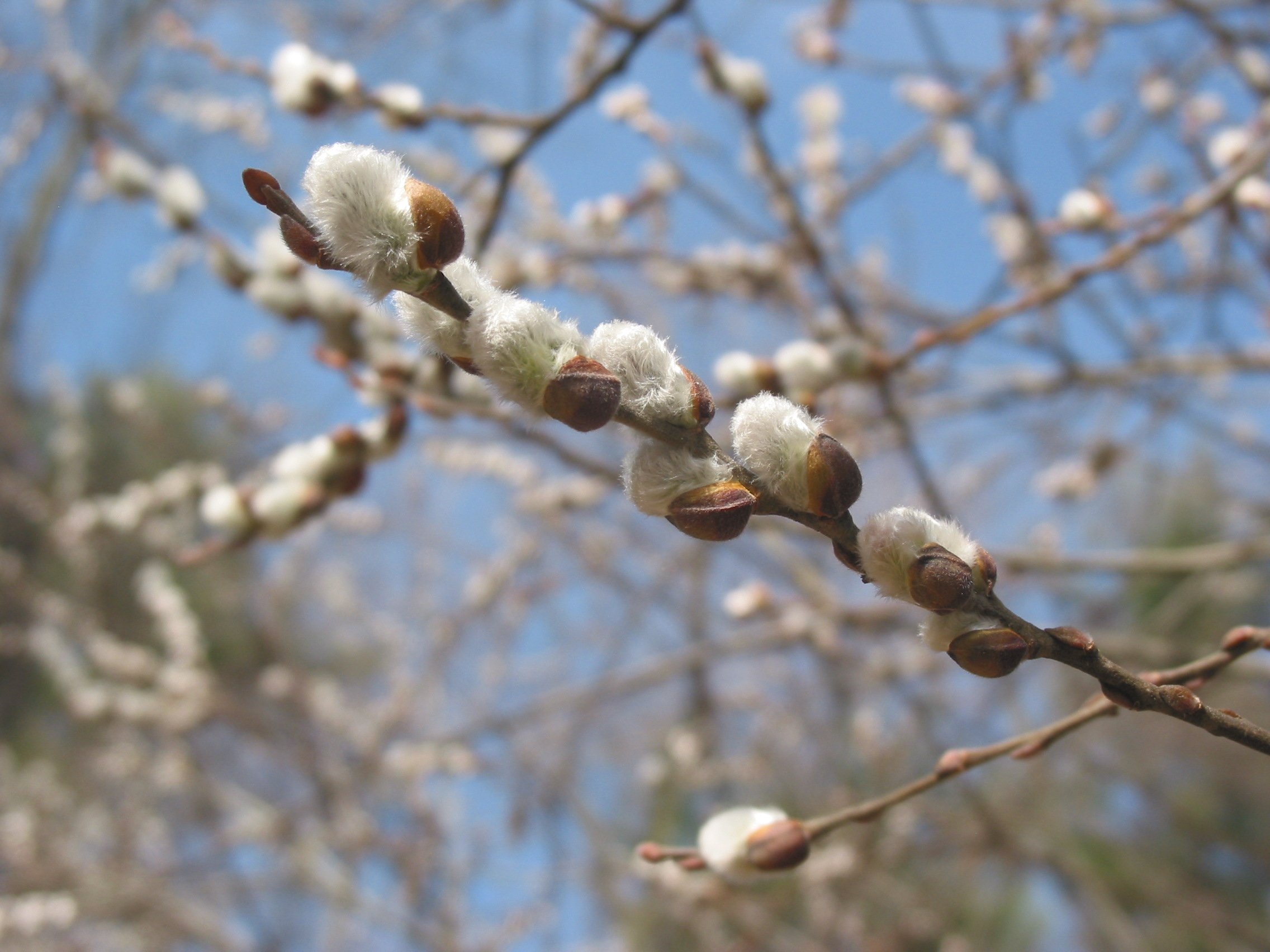
Гілочки котиків вербових з церковних служб Вербної неділі використовуються для святкувань.

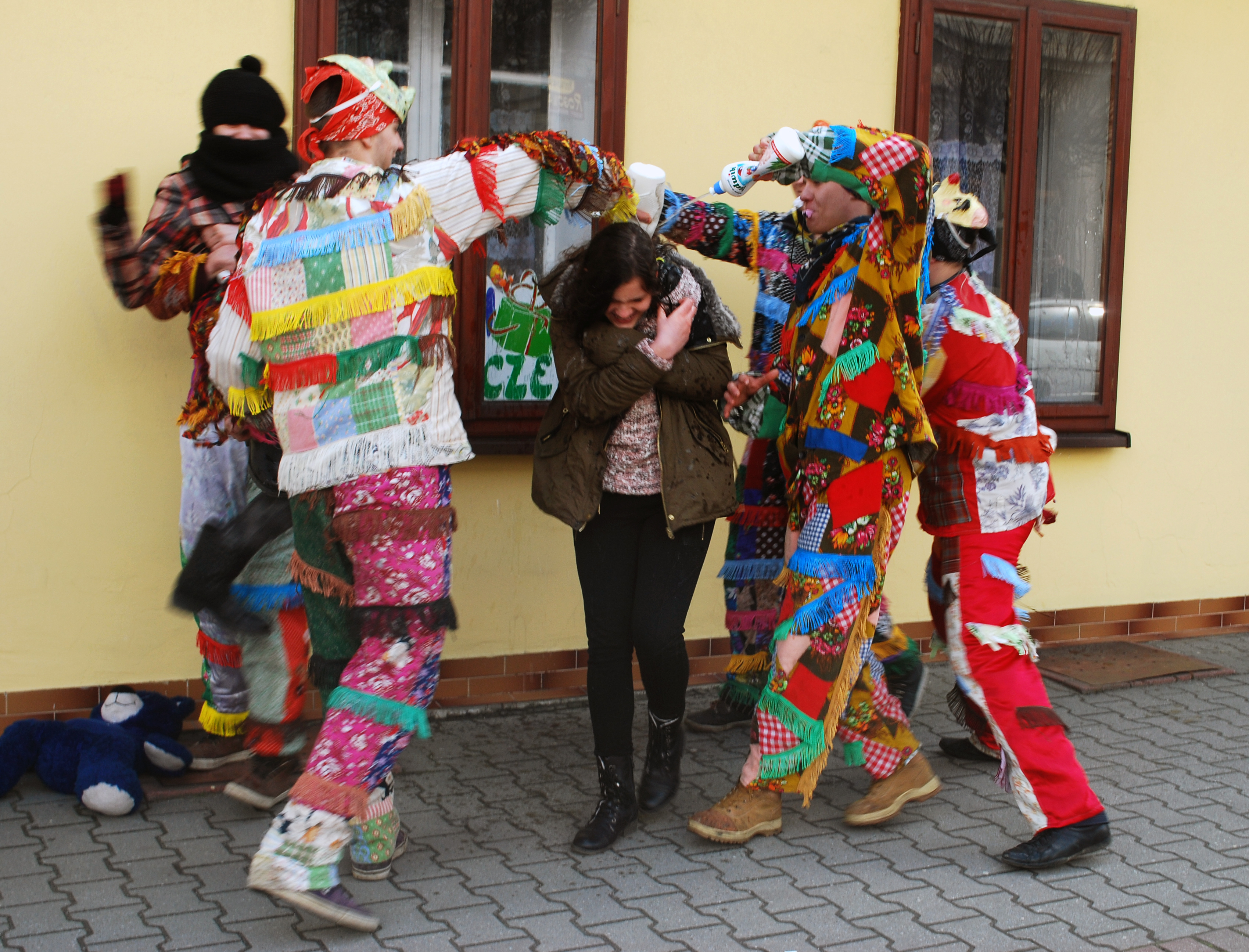
Ди́нґус у Вілямовіце, південна Польща, де чоловіки блукають містом у барвистих саморобних костюмах у пошуках жінки, яку можна облити

Польською свято зветься Śmigus-dyngus (польська вимова: [ˈɕmigus ˈdɨnɡus]) або lany poniedziałek. Традиційно свято відзначається хлопцями, які обливають водою дівчат, які їм подобаються. Іноді вони також б'ють їх котиками вербовими. Дебора Андерс Сільверман пише, що «Звичай великоднього биття все ще існує в Центральній Європі; Ласло Лукач наводить варіанти в Польщі, Угорщині та Німеччині. Биття та інші звичаї Динґусового дня рідко спостерігаються в старих польських громадах Сполучених Штатів, деякі з яких датуються 1880-ми роками. Однак обливання водою все ще практикується як жарт у південному Онтаріо, де оселилася більш пізня група польських іммігрантів». Хлопці прокрадалися в будинки дівчат на світанку Великоднього понеділка і виливали на них відра води, поки ті ще спали.
Після того, як вся вода була вилита, дівчат, що кричали, часто тягли до сусідньої річки або ставка для ще одного обливання. Іноді дівчину виносили, ще в ліжку, перш ніж і ліжко, і дівчину разом кидали у воду. Особливо привабливих дівчат могли обливати кілька разів протягом дня. Вважається, що використання води символізує весняні дощі, необхідні для забезпечення успішного врожаю пізніше цього року. У деяких регіонах дівчата могли врятуватися від обливання, даючи хлопцям «викуп» у вигляді розписаних яєць (писанкок), які вважалися магічними оберегами, що приносять добрий урожай, успішні стосунки та здорові пологи. У минулому дівчата мали чекати наступного дня, щоб помститися, обливши хлопців, але на практиці обидві статі обливають одна одну водою в той самий день. Сьогоднішній звичай зазвичай перетворюється на звичайну водяну битву.
Котики вербові, очевидно, були прийняті як альтернатива пальмовим гілкам, які використовуються в інших місцях під час великодніх святкувань і яких не було в Польщі. Їх освячували священики на Вербну неділю, після чого парафіяни били один одного гілочками котиків вербових, кажучи Nie ja bije, wierzba bije, za tydzień, wielki dzień, za sześć noc, Wielkanoc («Не я б'ю, верба б'є, за тиждень, великий день, за шість ночей, Великдень»). Потім котики вербові вважалися священними оберегами, які могли запобігти ударам блискавки, захистити тварин і сприяти виробництву меду. Вважалося, що вони також приносять здоров'я та удачу людям, і традиційно на Вербну неділю ковтали три бруньки котиків вербових для зміцнення здоров'я. Як і з обливанням водою, хлопці били дівчат котиками вербовими в Великодній понеділок, а дівчата робили те саме з хлопцями наступного вівторка.

Святкування традиційно супроводжувалося віршованими проголошеннями, в яких молодий чоловік вилазив на дах будівлі в селі, бив у бляшану каструлю і оголошував, яких дівчат слід облити, а також скільки возів піску, скільки води та скільки мила буде використано на кожну дівчину. Дівчата також відповідали віршами, оголошуючи, що є хтось, хто її врятує. Наприклад,
З даху корчми лунало оголошення, що Зоську, бо вона погано одягалася, тримала свій дім у безладді та з усіма сварилася, чекає динґус у сто бочок води, сто возів піску та сто ударів. Тоді з вікна лунала відповідь, що Зоська не боїться, бо біля неї стоїть Ясьок з пляшкою віскі, щоб відкупити всіх нападників і викупити її від покарання.

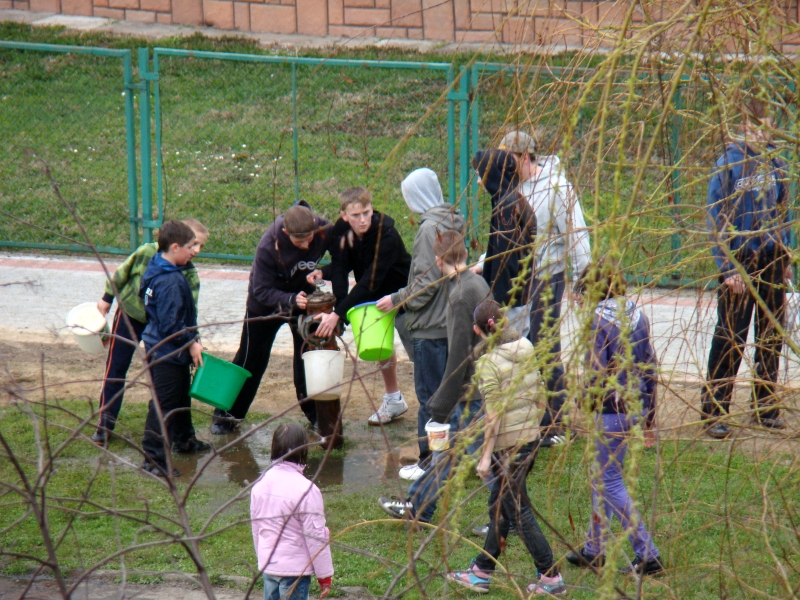
Śmigus-dyngus у Санок, 2010

Також відбувалася процесія динґусу, або в Великодній понеділок, або у вівторок. Ватага хлопців брала участь у марші, відомому як chodzenie po dyngusie — «ходіння на динґус» — або z kogutkiem — «з півником», що є посиланням на використання живої птиці, зазвичай взятої без дозволу та напханої зерном, вимоченим у горілці, щоб він голосно кукурікав. (Іноді як альтернативу використовували прикрашеного та різьбленого дерев'яного півня.) Півень був символом родючості, його везли на невеликому двоколісному візку, пофарбованому в червоний колір і прикрашеному стрічками та квітами, до якого часто додавали також маленьких ляльок, що представляли весільну процесію. Хлопці штовхали його від дверей до дверей, кукурікали, як півники, і співали пісні динґусу, передаючи добрі побажання та прохання про подарунки та їжу. Їхньою метою було заохотити мешканців дати їм їжу зі своїх великодніх столів, таку як великодні яйця, шинка та ковбаси.

### Угорщина

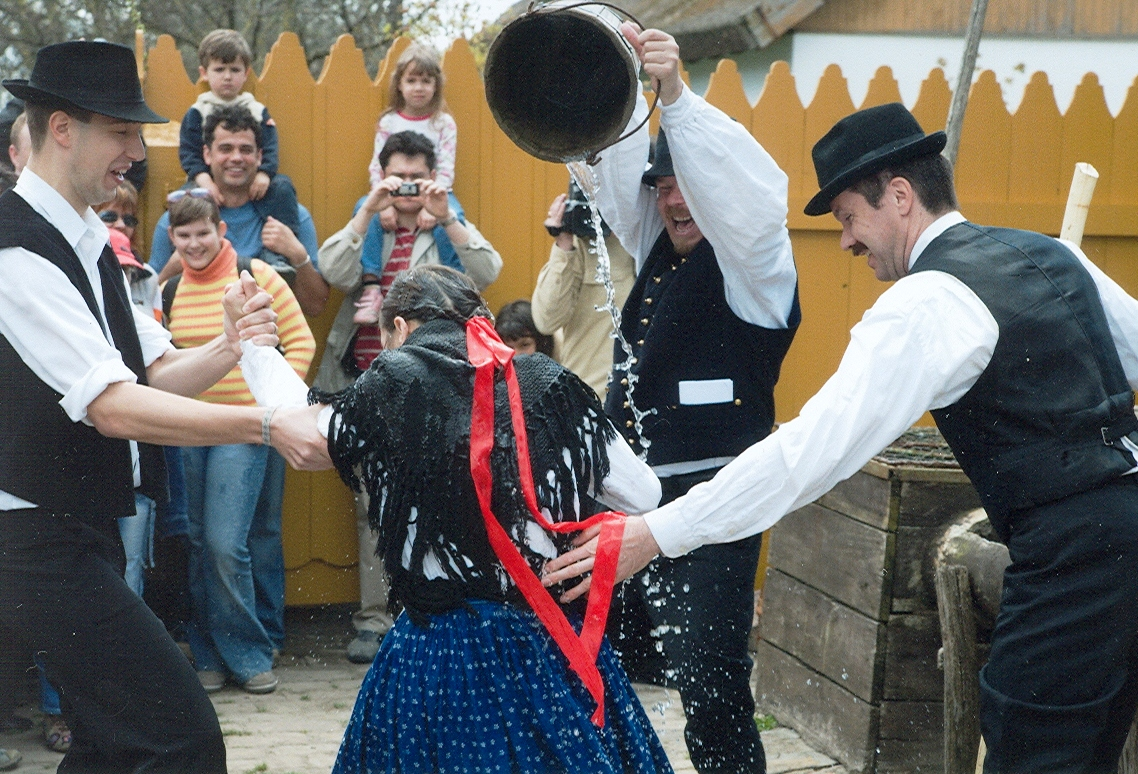
Обливання водою в Угорщині на Vízbevető Hétfő, «Поливальний понеділок», який є Великодній понеділок

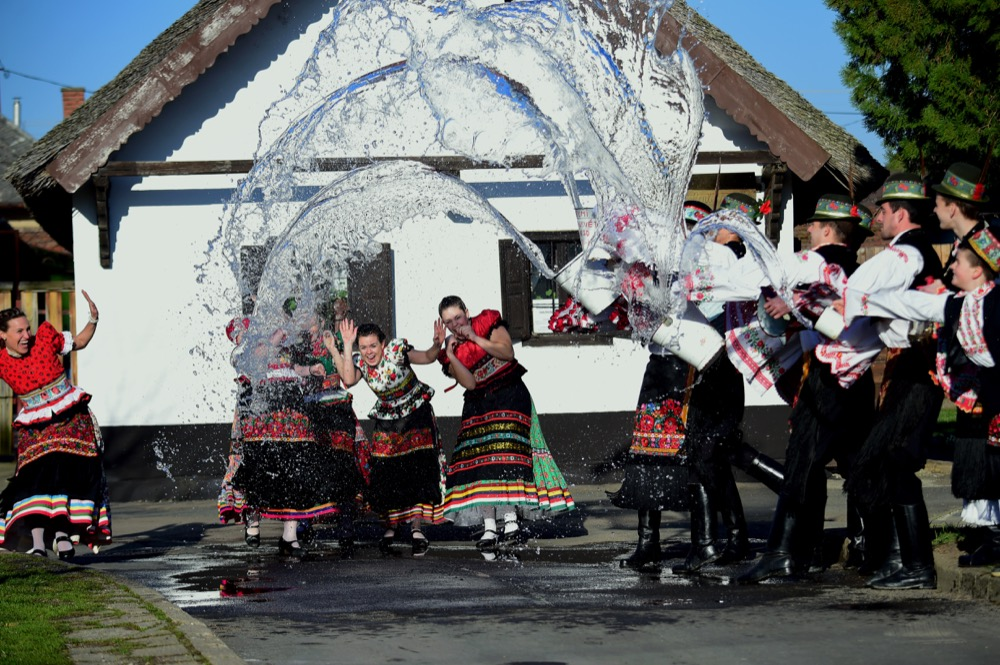
Locsolkodás в регіоні Матьофельд в Угорщині

В Угорщині цей звичай Великоднього понеділка відомий як locsolkodás (обливання). Він поширений серед континентальних угорців та угорських американців. Традиційно молоді чоловіки обливали молодих жінок відром холодної води (зазвичай на світанку, коли дівчата ще спали). П'ятдесят років тому ще було звичним бачити, як дівчат кидали в корито, одягнених у найкращий одяг для цієї урочистої події. Зараз це вже не так поширено, це була сільська форма флірту. Натомість жінки повинні були дати чоловікам розписані яйця або чарку палінки.
Коли ці яйця варили в соку освяченої шинки, це називалося kókanya. Існує цікава паралель у назві традиції, locsolás або öntözés, що означає «поливання», оскільки дівчину алегорично порівнюють із квіткою, що розпускається.
Це було одне з найважливіших народних свят в Угорщині. Це був фестиваль кохання, де чоловіки збиралися зі своїми дамами. Свято відігравало важливу роль у дорослішанні, оскільки молоді люди ходили святкувати лише до сусідів, тоді як хлопці (legény) ходили гуртом.
Сьогодні (з часів міжвоєнного періоду) замість води бризкають парфуми, і молоді хлопці часто організовують музичні паради для ритуалу, але іноді також використовують водяні пістолети. Хоча шоколадні яйця із Заходу більш поширені в Будапешті, більшість міст все ще розписують свої яйця. Великодній кролик прийшов під німецьким впливом, в Угорщині діти будують гніздо для кролика, щоб той відклав шоколадні яйця. Це одна з найпопулярніших народних традицій, яка використовується й сьогодні. Вона також висвітлюється в різних формах медіа, від таблоїдів до телевізійних шоу.
Виготовлення Hajnalfa (Ранкового дерева) також є важливим святковим ритуалом. Хлопці приносять дерево в сад дівчини (або використовують існуюче дерево) і прикрашають його як різдвяну ялинку (karácsonyfa) або травневе дерево (Májusfa), зазвичай стрічками. Вважалося ганьбою, якщо вранці не було дерева. Ранкове дерево означало, що мешканка будинку має пройти locsolás. Його також називали Jakob-fa, оскільки в християнській традиції цей день також називали днем Філіпа-Якова (Fülöp-Jakob napja).
В Угорщині було прийнято поливати не тільки жінок-членів сім'ї, а й молодих дівчат села, виявляючи симпатію. Перед locsolás найчастіше їли сало та яєчню і кидали яєчну шкаралупу під вікно дівчини, на яку були ображені.
Іноді locsolkodás відбувається в костюмах, наприклад, у Галгамача, молодь одягала білі маски під час колових танців (maskurázás), хоча ця традиція більш поширена на Масляну.
«Locsolóvers», часто гумористичний короткий вірш, пов'язаний з locsolkodás, розвинувся в окремий жанр. Існує багато відомих віршів, які чоловік повинен знати, але імпровізація також поширена. Зазвичай його декламують перед locsolás, під час якого дівчину просять дозволити обливання або дати поцілунок.
В Угорщині також поширений звичай, коли молоді хлопці грають в азартні ігри з отриманими яйцями. Існувало багато форм цього, однією з найпоширеніших було котити власне яйце і намагатися розбити чуже. Лоцшолкодо (обливачі) зазвичай отримували 8-9 яєць з дому. Крім яєць, їм пропонували шинку, холодець, калач та вино. Увечері вони влаштовували бал.
Яйця давали, щоб уникнути лоцшолашу або подякувати за нього. Їх також іноді вішали на Хайналфа, щоб захистити від чарів. На третій день Великодня дівчата поливають хлопців. Цього дня традиційно також дарували подарунки.
Червоні чоботи також стали символом свята. У сім'ї їх найчастіше дарували хрещені батьки. Дівчата одягали їх лише в церкві, йдучи туди й назад босоніж, щоб вони ніколи не забруднилися.

### Словаччина
Звичай Поливаного понеділка у Словаччині, що називається oblievačka, дуже схожий на загальні звичаї, описані вище. Останніми роками словаки з діаспори висловлювали феміністичні скарги, розглядаючи обливання як «стресове» посилення гендерних ролей.
Групи молодих чоловіків та хлопців заробляють шоколад та «щось для своєї скарбнички» батогом — šibať — та обливанням водою — oblievať — молодих словацьких жінок. Ці звичаї, «які колись вважалися такими, що очищають душу і тіло, є залишками складної системи словацьких народних традицій, заснованих на порах року». Свято відзначається в понеділок після Великодня як «день народних традицій».